# Шарпсвілл (Пенсільванія)
Шарпсвілл (англ. Sharpsville) — місто (англ. borough) в США, в окрузі Мерсер штату Пенсільванія. Населення — 4255 осіб (2020).

## Географія
Шарпсвілл розташований за координатами 41°15′33″ пн. ш. 80°28′55″ зх. д. / 41.25917° пн. ш. 80.48194° зх. д. (41.259039, -80.481813).  За даними Бюро перепису населення США в 2010 році місто мало площу 3,63 км², з яких 3,60 км² — суходіл та 0,03 км² — водойми.

## Демографія
Згідно з переписом 2010 року, у селищі мешкало 4415 осіб у 1880 домогосподарствах у складі 1209 родин. Густота населення становила 1215 осіб/км².  Було 2015 помешкань (555/км²).
Расовий склад населення:
| - 95,3 % — білих - 2,2 % — чорних або афроамериканців - 0,5 % — азіатів - 0,1 % — корінних американців |

До двох чи більше рас належало 1,7 %. Частка іспаномовних становила 0,8 % від усіх жителів.
За віковим діапазоном населення розподілялося таким чином: 24,5 % — особи молодші 18 років, 58,4 % — особи у віці 18—64 років, 17,1 % — особи у віці 65 років та старші. Медіана віку мешканця становила 40,4 року. На 100 осіб жіночої статі у селищі припадало 91,7 чоловіків;  на 100 жінок у віці від 18 років та старших — 85,4 чоловіків також старших 18 років.
Середній дохід на одне домашнє господарство  становив 50 934 долари США (медіана — 40 144), а середній дохід на одну сім'ю — 59 701 долар (медіана — 50 400). Медіана доходів становила 41 949 доларів для чоловіків та 31 523 долари для жінок. За межею бідності перебувало 13,9 % осіб, у тому числі 22,3 % дітей у віці до 18 років та 5,6 % осіб у віці 65 років та старших.
Цивільне працевлаштоване населення становило 1909 осіб. Основні галузі зайнятості: освіта, охорона здоров'я та соціальна допомога — 24,3 %, виробництво — 18,4 %, роздрібна торгівля — 17,3 %.